# ニーチェハウス
ニーチェハウス (Nietzsche-Haus) はドイツの哲学者、詩人、作家のフリードリヒ・ニーチェの記念館で、スイス、グラウビュンデン州、オーバーエンガディン地方の村、シルス・マリアにある。ニーチェが実際に住んでいた家を記念館にして一般公開している。
ニーチェが初めてシルス・マリアを訪れたのは1881年。その後、1883年から1888年まで毎年夏、シルス・マリアを訪れ、この家に滞在した。シルス・マリアとその周囲の景観によって、ニーチェに心の平穏を得、インスピレーションを呼んだ。『ツァラトゥストラはかく語りき』『反キリスト者』『偶像の黄昏』など、ニーチェの代表作がここで生み出された。
館内ではニーチェに関する貴重な写真や資料の数々の他、当時のままに残されているニーチェの寝室や書斎を見ることができる。